# ولک پریلپی
ولک پریلپی (به چکی: Velké Přílepy) یک منطقهٔ مسکونی در جمهوری چک است که در Prague-West District واقع شده‌است.

## خصوصیات
ولک پریلپی ۵٫۶۶ کیلومترمربع مساحت و ۲٬۸۵۸ نفر جمعیت دارد و ۲۷۵ متر بالاتر از سطح دریا واقع شده‌است.